# Добровичі
Добровичі (біл. вёска Дабровічы) — село в складі Вілейського району Мінської області, Білорусь. Село підпорядковане Костеневицькій сільській раді, розташоване в північній частині області.

## Історія
У 1921–1945 роках застінок знаходилось у Польщі, у Вільнюській воєводстві, Вілейського повіту, гміні Довгиново.

## Населення
- 1921 рік - 168 люди, 39 будинки[1].
- 1931 рік - 187 люди, 36 будинки[2].